# Noorwegen op de Europese kampioenschappen atletiek 2010
Noorwegen werd door 38 atleten vertegenwoordigd op de Europese kampioenschappen atletiek 2010.

## Deelnemers
| Onderdeel            | Mannen                                                                                                  | Vrouwen                                                                            |
| -------------------- | --- | ---------------------------------------------------------------------------------- |
| 100 m                | Jaysuma Saidy Ndure                                                                                     | Ezinne Okparaebo Folake Akinyemi                                                   |
| 200 m                | Jaysuma Saidy Ndure                                                                                     | Folake Akinyemi                                                                    |
| 1500 m               | Henrik Ingebrigtsen Morten Velde                                                                        | Ingvill Måkestad Bovim                                                             |
| 5000 m               | Sindre Buraas                                                                                           | Ragnhild Kvarberg                                                                  |
| 10.000 m             | Sondre Nordstad Moen                                                                                    | Karoline Bjerkeli                                                                  |
| Marathon             | Øystein Sylta                                                                                           | Kjersti Karoline Danielsen Kirsten Otterbu Christina Bus Holth                     |
| 100 m horden         | | Christina Vukicevic                                                                |
| 400 m horden         | Andreas Totsås                                                                                          | Stine Tomb                                                                         |
| 3000 m steeple       | Bjørnar Ustad Kristensen                                                                                |                                                                                    |
| Hoogspringen         | | Stine Kufaas Tonje Angelsen                                                        |
| Polsstokhoogspringen | | Cathrine Larsåsen                                                                  |
| Verspringen          | | Margrethe Renstrøm                                                                 |
| Hink-stap-springen   | | Inger Anne Frøysedal                                                               |
| Discuswerpen         | Gaute Myklebust                                                                                         | Grete Etholm                                                                       |
| Hamerslingeren       | Eivind Henriksen                                                                                        | Mona Holm                                                                          |
| Speerwerpen          | Andreas Thorkildsen                                                                                     |                                                                                    |
| Tienkamp             | Lars Vikan Rise                                                                                         |                                                                                    |
| Zevenkamp            | | Ida Marcussen                                                                      |
| 50 km snelwandelen   | Trond Nymark                                                                                            |                                                                                    |
| 4 x 100 m            | Jaysuma Saidy Ndure Philip Bjørnå Berntsen Christian S. Mogstad Tormod H. Larsen Simon Rønsholm Sandvik | Ezinne Okparaebo Folake Akinyemi Siri Eritsland Mari Gilde Brubak Ida Bakke Hansen |

## Resultaten

### 100 m

#### Mannen
- Jaysuma Saidy Ndure
  - Reeksen: 10.31 (Q)
  - Halve finale: 3de in 10,16 (Q)
  - Finale: 6de in 10,31

#### Vrouwen
- Ezinne Okparaebo
  - Reeksen: 11,35(Q)
  - Halve finale: 4de in 11,23 (NR) (Q)
  - Finale: 4de in 11,23 (=NR)
- Folake Akinyemi
  - Reeksen: opgave

### 100 m horden vrouwen
- Christina Vukicevic
  - Reeksen: 1ste in 12,83(Q)
  - Halve finale: 5de in 12,85 (Q)
  - Finale: 4de in 12,78 (SB)

### 200 m mannen
- Jaysuma Saidy Ndure
  - Reeksen: 1ste in 20,60(Q)
  - Halve finale: 2de in 20,50 (Q)
  - Finale: 5de in 20,63

### 400 m horden

#### Mannen
- Andreas Totsås
  - Reeksen: gediskwalificeerd

#### Vrouwen
- Stine Tomb
  - Ronde 1: 57.10 (PB) (NQ)

### 1500 m

#### Mannen
- Henrik Ingebrigtsen
  - Reeksen: 13de in 3.42,62 (NQ)
- Morten Velde
  - Reeksen: 23ste in 3.45,20 (NQ)

#### Vrouwen
- Ingvill Måkestad Bovim
  - Reeksen: 15de in 4.07,49 (NQ)

### 3000 m steeple
- Bjørnar Ustad Kristensen
  - Reeksen: 9de met 8.30,91 (q)
  - Finale: 9de met 8.27,89 (SB)

### 5000 m mannen
- Sindre Buraas
  - Reeksen: 23ste in 14.03,93 (NQ)
- Sondre Nordstad Moen
  - Reeksen: 19de in 13.53,69 (NQ)

### 10.000 m

#### Mannen
- Sondre Nordstad Moen: 14de in 29:19.63

#### Vrouwen
- Karoline Bjerkeli: opgave

### 50 km snelwandelen
- Trond Nymark: opgave

### 4 x 100 m

#### Mannen
- Reeksen: 10de in 40,04 (NQ)

#### Vrouwen
- Reeksen: 17de in 44,96 (NQ)

### Hamerslingeren

#### Mannen
- Eivind Henriksen
  - Kwalificatie: 69,98m (NQ)

#### Vrouwen
- Mona Holm
  - Kwalificatie: 66,18m (NQ)

### Verspringen vrouwen
- Margrethe Renstrøm
  - Kwalificatie: 6,68m (NR) (Q)
  - Finale: 12de met 6,18m

### Discuswerpen

#### Mannen
- Gaute Myklebust
  - Kwalificatie: 29st met 59,05m (NQ)

#### Vrouwen
- Grete Etholm
  - Kwalificatie: 54,01m (NQ)

### Hink-stap-springen vrouwen
- Inger Anne Frøysedal
  - Kwalificatie: 21ste met 13,51m (NQ)

### Hoogspringen vrouwen
- Stine Kufaas
  - Kwalificatie: 1,90 m (NQ)
- Tonje Angelsen
  - Kwalificatie: 1,87m (NQ)

### Speerwerpen mannen
- Andreas Thorkildsen
  - Kwalificatie: 5de met 78,82m (q)
  -  met 88,37m

### Polsstokspringen vrouwen
- Cathrine Larsåsen
  - Finale: 8ste met 4,35m (NR)

### Marathon

#### Mannen
- Øystein Sylta: opgave

#### Vrouwen
- Kjersti Karoline Danielsen: 26ste in 2:45.00
- Kirsten Otterbu: 19de in 2:42.24
- Christina Bus Holth: 30ste in 2:48.15

### Zevenkamp
- Ida Marcussen
  - 100 m horden: 14,56 (SB) (901ptn)
  - Hoogspringen: 1,74m (903ptn)
  - Kogelstoten: 12,77m (712ptn)
  - 200 m:
  - Verspringen: 6,30 m (=SB) (943ptn)
  - 800 m: 2.12,46 (SB) (929ptn)
  - Eindklassement: 14de met 6029ptn (SB)

### Tienkamp
- Lars Vikan Rise
  - 100 m: 11,46 (761 ptn)
  - Verspringen: 7,03m (721ptn)
  - Kogelstoten: 15,46m (818ptn)
  - Hoogspringen: 1,95m (SB) (758ptn)
  - 400 m: 50,47 (793ptn)
  - 110 m horden: 15,66 (772ptn)
  - Discuswerpen: 38,03m (625ptn)
  - Polsstokhoogspringen: 4,45m (746ptn)
  - Speerwerpen: 71,71m (PB) (915ptn)
  - 1500 m: 4.36,04 (705ptn)
  - EINDKLASSEMENT:15de met 7714ptn (SB)

Albanië · Andorra · Armenië · Azerbeidzjan · België · Bosnië en Herzegovina · Bulgarije · Cyprus · Denemarken · Duitsland · Estland · Finland · Frankrijk · Georgië · Gibraltar · Griekenland · Groot-Brittannië · Hongarije · Ierland · IJsland · Israël · Italië · Kroatië · Letland · Liechtenstein · Litouwen · Luxemburg · Macedonië · Malta · Moldavië · Monaco · Montenegro · Nederland · Noorwegen · Oekraïne · Oostenrijk · Polen · Portugal · Roemenië · Rusland · San Marino · Servië · Slovenië · Slowakije · Spanje · Tsjechië · Turkije · Wit-Rusland · Zweden · Zwitserland